# Le campane della Cattedrale di Strasburgo
Le campane della Cattedrale di Strasburgo (in tedesco: Die Glocken des Strassburger Münsters) S.6, è una cantata di Franz Liszt scritta tra il  1868 ed il 1874. Il testo è il Prologo del poema drammatico The Golden Legend (1851) del poeta statunitense Henry Wadsworth Longfellow, a cui l'opera è dedicata.

## Curiosità
Soltanto di recente questa cantata di Liszt è stata eseguita per la prima volta nella Cattedrale di cui porta il nome. Infatti, la prima storica nella Cattedrale di Strasburgo è avvenuta a quasi 140 anni di distanza dalla composizione dell'opera, quando il Coro e Orchestra Ars Cantus l'hanno eseguita nel 2013.